# Jigdo
jigdo (z ang. jigsaw – układanka i download – pobierać) – zaprojektowane dla Debiana narzędzie do pobierania plików z różnych serwerów lustrzanych w celu zbudowania z nich obrazu startowej płyty instalacyjnej.
W typowym przypadku użytkownik, który chce stworzyć obraz dysku, pobiera stosunkowo małej wielkości plik o rozszerzeniu .jigdo, następnie wywołuje narzędzie jigdo-file, które automatycznie kopiuje pozostałe pliki: plik o rozszerzeniu .template oraz serię paczek .deb wymienionych w pliku o rozszerzeniu .jigdo. Następnie wywoływane jest narzędzie mkisofs w celu zbudowania finalnego obrazu ISO. Taka forma dystrybucji systemu pozwala na zastąpienie części serwerów lustrzanych z obrazami płyt CD/DVD zwykłymi debianowymi repozytoriami, które są jednocześnie dostępne przez standardowy system zarządzania pakietami, na przykład APT.